# Ronaldsway
Ne doit pas être confondu avec Ronaldsay.

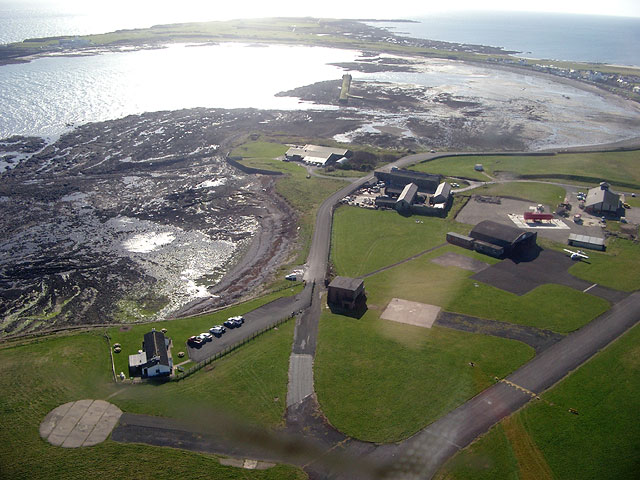
Vue aérienne du club d'aviation du Ronaldsway et du site de la bataille du Ronaldsway.

Le Ronaldsway (Rognaldswath en norrois, « gué de Reginald » ou « de Ragnald ») est une région du sud de l'île de Man située à proximité des localités de Ballasalla et de Castletown, et à travers laquelle coule la Silverburn.
Elle accueille le seul aéroport commercial de l'île.

## Description
Le site est actuellement occupé en partie par l'aéroport du Ronaldsway mais il est aussi connu pour avoir été le théâtre de la bataille du Ronaldsway qui s'est déroulée en 1275. À l'issue de celle-ci, la souveraineté de l'île de Man passe des Vikings aux Écossais.
La région abrite une des douze stations météorologiques côtières servant à élaborer les bulletins maritimes de prévisions météorologiques de la BBC.
Le Ronaldsway est traversé par le chemin de fer de l'île de Man et une demande a été déposée afin de créer un arrêt au niveau de la zone industrielle de la Silverburn.
De nombreuses découvertes archéologiques liées à la préhistoire de l'île de Man ont été faites dans la région et montrent que le Ronaldsway a abrité des populations parmi les premières de l'île, alors nomades, puis des villages du Néolithique et de l'âge du bronze. Les découvertes faites sur l'île et remontant au Néolithique sont beaucoup plus nombreuses que ce qui avait été envisagé par l'archéologie du XIXe siècle. On a coutume de donner à l'ensemble de ces sites le nom générique de « sites néolithiques du Ronaldsway » (Ronaldsway Neolithic sites), qui identifie l'ensemble des traces laissées par les fermiers mannois et qui rappelle la richesse du patrimoine préhistorique de la région. Ils montrent que la terre était cultivée avant l'introduction des premiers outils en métal. Ce terme de « site du Ronaldsway » fait allusion à la découverte dans les années 1930 de restes de huttes de la fin du Néolithique (-2200 à -1899) dans cette région du sud de l'île. Ce sont les poteries de cette période qui reçoivent cette appellation.